# Criterio di Jury
Il criterio di Jury in algebra determina se un polinomio abbia radici di valore assoluto minore di uno.
Risulta utile per determinare la stabilità di un sistema lineare a tempo discreto, in cui si applica al polinomio caratteristico associato, quindi costituisce qui l'equivalente discreto del criterio di Routh-Hurwitz.

## Descrizione
Sia dato il polinomio:
{\displaystyle p(x)=a_{n}x^{n}+a_{n-1}x^{n-1}+a_{n-2}x^{n-2}+\ldots +a_{1}x+a_{0}}
si costruisce la seguente matrice, detta matrice di Jury:
{\displaystyle \mathbf {J} (p)={\begin{bmatrix}a_{0}&a_{1}&\ldots &\ldots &a_{n-1}&a_{n}\\a_{n}&a_{n-1}&\ldots &\ldots &a_{1}&a_{0}\\b_{0}&b_{1}&\ldots &b_{n-2}&b_{n-1}\\b_{n-1}&b_{n-2}&\ldots &b_{1}&b_{0}\\c_{0}&\ldots &\ldots &c_{n-2}\\\vdots \\q_{0}&q_{1}&q_{2}&0&\ldots &0\\\end{bmatrix}}}
La prima riga è costruita con i coefficienti del polinomio, la seconda è la prima scritta da destra a sinistra. Le successive righe dispari della tabella sono calcolate nel modo seguente:
{\displaystyle b_{0}={\begin{vmatrix}a_{0}&a_{n}\\a_{n}&a_{0}\end{vmatrix}}}
{\displaystyle b_{1}={\begin{vmatrix}a_{0}&a_{n-1}\\a_{n}&a_{1}\end{vmatrix}}}
{\displaystyle b_{i}={\begin{vmatrix}a_{0}&a_{n-i}\\a_{n}&a_{i}\end{vmatrix}}}
{\displaystyle c_{i}={\begin{vmatrix}b_{0}&b_{n-1-i}\\b_{n-1}&b_{i}\end{vmatrix}}}
Le righe pari sono costruite semplicemente invertendo le precedenti righe dispari. L'ultima riga risulta costituita da tre soli elementi non nulli.
Le radici hanno tutte valore assoluto minore di uno se si verificano le seguenti condizioni:
{\displaystyle \,|a_{n}|>|a_{0}|}
{\displaystyle \,p(1)>0}
{\displaystyle \,(-1)^{n}p(-1)>0}
{\displaystyle \,|b_{0}|>|b_{n-1}|}
{\displaystyle \,|c_{0}|>|c_{n-2}|}
{\displaystyle \,\vdots }
{\displaystyle \,|q_{0}|>|q_{2}|}